# Фиби Тандермен
Фиби Моника Рејчл Тандермен (енгл. Phoebe Monica Rachel Thunderman) је главни лик игране серије Тандерменови, заједно са своји братом близанцем Максом. Она је супер-херој по имену Тандер-девојка чије су супер моћи телекинеза, ледени дах и врућ дах. Као и остатак њене породице, Фиби има велику снагу и обучава се да постане суперхерој. Заједно са Максом, Фиби постаје вођа Z снага, и проглашава своју породицу новим њеним члановима.

## Биографија
Фиби је најстарија ћерка Хенка и Барб Тандермен, рођена 20 секунди пре свог брата близанца, Макса. Фиби такође има и две сестре, Нору и Клои, и једног брата, Билија Тандермена. Фиби је рођена и одгајана у Метробургу, супер-херојском граду, када су њихови родитељи још увек били активни суперхероји. У 2013. години, Тандерменови су се преселили у Хиденвил, где живе нормалним животом.
У Хиденвилу, Фиби и Макс похађају Хиденвилску средњу школу. У школи, Фиби је добила свог првог пријатеља, Чери, који је и даље њен најбољи пријатељ. У почетку, пријатељство је био изазов јер је Фиби морала да лаже Чери како би одржала супер-херојску тајну. Фиби се спријатељила и са другим средњошколцима, као што су Сара и Ешли кроз средњошколску групу паметних ученика. Фиби је савршено одговарала групи јер је већ била један од најпаметнијих студената. Међутим, истовремено се и даље трудила да се уклапа и са популарним девојкама. Једна од популарних девојака, Вероника, напала ју је са шљокицама током Фибине музичке аудиције. Такође популарна девојка, Медисон је постала Фибин непријатеља након што је Медисон покушала да осрамоти Чери пред целом школом. Сваки покушај да се постане пријатељ са Вини Ли, још једном популарном девојком, завршио је Фибиним понижењем. Током једне године, Фиби је успела да се спријатељи са једном од најпопуларнијих навијачица, Меди и њеном пријатељицом Рокси. Међутим, Чери остаје Фибина најбоља другарица.
Од уласка у школу, Фиби је веома често учествовала у школским активностима, као што су такмичења и представе. Покушала је да уђе у школски хор, али јој је Вероника сметала, гађајући је слинавим папирићима. Помагала је у организовању школског балета у ком је глумила доброг и злог лабуда. Присуствовала је и школској матури. Међутим, њен школски живот је понекад био лош, јер директор средње школе, Тед Бретфорд, мрзи Фиби и Макса.